# Lichtenwald (gmina)
Lichtenwald  – miejscowość i gmina w Niemczech, w kraju związkowym Badenia-Wirtembergia, w rejencji Stuttgart, w regionie Stuttgart, w powiecie Esslingen, wchodzi w skład związku gmin Reichenbach an der Fils. Leży w Schurwaldzie, ok. 12 km na wschód od centrum Esslingen am Neckar.